# Birkbach (Buchbach)
Der Birkbach ist ein über einen Kilometer langer Bach in der Teilgemarkung Oberspeltach der Gemeinde Frankenhardt im Landkreis Schwäbisch Hall im nordöstlichen Baden-Württemberg, der nach etwa nordöstlichem Lauf gegenüber dem Dorf Oberspeltach von rechts in den untersten Buchbach mündet.

## Geographie

### Verlauf
Der Birkbach entsteht gegenüber dem Aussiedlerhof an der Straße Waldbuch–Banzenweiler auf etwa 448 m ü. NHN. Dort, am oberen Talende des in die kleine Hochebene zwischen den beiden Weilern eingetieften Hellertals beginnt er, zuweilen von zwei kurzen Straßengräben entlang der Gemeindestraße gespeist, seinen fast bis zuletzt nordöstlich an der Seite eines Feldwegs ziehenden Grabenlauf.
Auf den ersten zweihundert Metern, an einer Baumgruppe an der Birkhalde zur Rechten vorbei, führt er wie die beiden Straßengrabenzuläufe oft kein Wasser. An einer Feldwegeinmündung von links von den Gartenäckern am Rande von Waldbuch her wechselt er auf die rechte Feldwegseite und hat in der Folge regelmäßiger Durchfluss. Am Ufer stehen danach in lockerem Verband angepflanzte Schwarzerlen und auch Eschen, ehe der Baumbewuchs ein gutes Stück lang ganz aussetzt. Zwischen den Hanggewannen Brunnacker links und Schnapphalde rechts stehen dann wieder sporadisch Bäume und Sträucher am Ufer.
Am abwärtigen Ende des Hellertales unterquert er die K 2665 Waldbuch–Oberspeltach und läuft danach seine letzten hundert Meter nordwärts einer Baumgalerie entlang durch die Buchbachaue. Unmittelbar vor dem Bolzplatz gegenüber dem westlichen Siedlungsteil von Oberspeltach mündet er dann von rechts und auf etwa 423 m ü. NHN in den untersten Buchbach, der sich nur 300 Meter weiter mit dem linken Lanzenbach zur Speltach vereint.
Der Birkbach mündet nach einem etwa 1,3 km langen Lauf mit mittlerem Sohlgefälle von etwa 19 ‰ rund 25 Höhenmeter unterhalb seines Ursprungs.  Er hat keine offenen Zuflüsse, die beiden Straßengräben am Anfang ausgenommen, und fällt außer im Rückstaubereich in der Buchbachaue zuweilen ganz trocken.

### Einzugsgebiet
Der Birkbach hat ein etwa 0,5 km² großes Einzugsgebiet, das außer dem Hellertal im Wesentlichen noch einen etwas größeren Hochebenen-Anteil in den Garten- und Birkenäckern links über diesem sowie einen kleinen Zwickel der Gschwendäcker über dem rechten Hang umfasst. Naturräumlich gesehen liegt es im Unterraum Burgberg-Vorhöhen und Speltachbucht der Schwäbisch-Fränkischen Waldberge, politisch gesehen in der Teilgemarkung Oberspeltach von Frankenhardt. Der mit rund 455 m ü. NHN höchste Punkt liegt am Westrand beim Wasserturm in Waldbuch. Dort stehen einige Häuser am Ostsaum des Weilers im Einzugsgebiet, während der Aussiedlerhof gegenüber dem Ursprung just eben jenseits der Wasserscheide steht.
Reihum grenzen die Einzugsgebiete folgender Nachbargewässer an:
- Im Norden fließt der aufnehmende Buchbach, rechter Oberlauf der Speltach, ostwärts und nimmt allenfalls kleine Entwässerungsgräben aus seiner rechten Aue auf;
- im Südosten zieht in einer zum Hellertal ähnlichen Talmulde der Kirchbergbach zur Speltach;
- den Abfluss jenseits nach Süden nimmt der Haselbach auf, linker Oberlauf des Betzenbachs, der noch etwas weiter abwärts die Speltach von rechts speist;
- im Westen entwässern die außen angrenzenden Teile von Waldbuch zum Seelesbach, einem rechten Zufluss des Buchbachs, der selbst im Nordwesten wieder direkt konkurriert.

Die um das Hellertal angrenzenden Hochflächen stehen, wo nicht besiedelt, durchweg unterm Pflug, während im Tal selbst Äcker nur an den noch flachen Hängen des oberens und den wieder flachen des unteren liegen, dort sonst aber die Wiesen dominieren. Die Flächen sind flurbereinigt, das einzige landschaftsgliedernde Element außer den erwähnten Bäumen und Büschen am Lauf ist eine Feldhecke am linken Hang im unteren Tal.

## Geologie
Die letzten paar Dutzend Meter läuft der Bach im holozänen Auenlehmband um den Buchbach. Ansonsten steht überall im Einzugsgebiet der Gipskeuper (Grabfeld-Formation) an. Die flache Hochebene um das Tal selbst ist dessen zwar dünnen, aber dolomitisierten und deshalb erosionsresistenten Corbula-Schicht (vormals Engelhofer Platte genannt) geschuldet, die sich in der zuweilen scharfen oberen Hangkante abzeichnet.

### LUBW
Amtliche Online-Gewässerkarte mit passendem Ausschnitt und den hier benutzten Layern: Lauf und Einzugsgebiet des Birkbachs

Allgemeiner Einstieg ohne Voreinstellungen und Layer: Daten- und Kartendienst der Landesanstalt für Umwelt Baden-Württemberg (LUBW) (Hinweise)
1. 1 2 3  Höhe nach dem Höhenlinienbild auf dem Hintergrundlayer Topographische Karte.
2. ↑  Länge nach dem Layer Gewässernetz (AWGN), ergänzt um ein kleines, auf der Gewässerkarte nicht berücksichtigtes Anfangsstück, das auf dem Hintergrundlayer Topographische Karte abgemessen wurde.
3. ↑  Einzugsgebiet abgemessen auf dem Hintergrundlayer Topographische Karte.

### Andere Belege
1. ↑  Wolf-Dieter Sick: Geographische Landesaufnahme: Die naturräumlichen Einheiten auf Blatt 162 Rothenburg o. d. Tauber. Bundesanstalt für Landeskunde, Bad Godesberg 1962. → Online-Karte (PDF; 4,7 MB)
2. ↑  Geologie nach den Layern zu Geologische Karte 1:50.000 auf: Mapserver des Landesamtes für Geologie, Rohstoffe und Bergbau (LGRB) (Hinweise). Die unter → Literatur aufgeführte geologische Karte deckt nur den Südrand des Einzugsgebietes ab, schlüsselt aber den Gipskeuper genauer auf.